# HD 36112
HD 36112 är en Herbig Ae-stjärna belägen i den norra delen av stjärnbilden Oxen. Baserat på parallax enligt Gaia Data Release 2 på ca 6,4 mas, beräknas den befinna sig på ett avstånd på ca 523 ljusår (ca 160 parsek) från solen. 

## Egenskaper

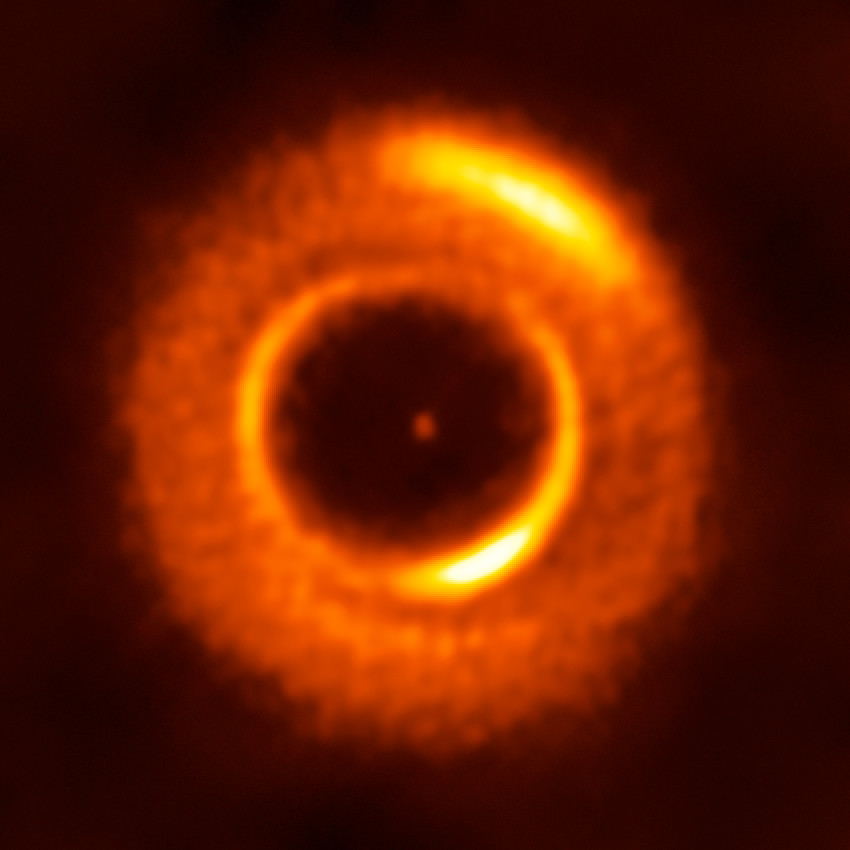
HD 36112 och den omgivande stoftskivan. Ringarna i skivan mättes som elliptiska i stället för att vara perfekt cirkulära. Kredit: ESO / R. Dong et al .; ALMA (ESO / NAOJ / NRAO)

Den unga stjärnan är omgiven av oregelbundna ringar av kosmiskt stoft. Skivan har ett hålrum på 50 astronomiska enheter och två spiralarmar på 30-75 AE som ses i nästan infrarött spritt ljus, men bara en spiralarm syns på ALMA-bilder.
Det inre hålrummet har visat sig vara elliptiskt och inte helt cirkulärt. Detta är ingen projiceringseffekt utan representerar hålighetens form, med en excentricitet på 0,1 efter projecering av skivan.

## Planetsystem
Observationerna med ALMA har också lämnat bevis för en osedd exoplanet vid ett avstånd av 100 AE. En annan studie har kommit till slutsatsen att en planet med en massa av 1,5 jupitermassor vid 35 AE och en planet på 5 jupitermassor vid 140 AE kunde förklara de effekter som kan ses på bilder med ALMA och VLA. En möjlig exoplanet eller diskfunktion upptäcktes med Large Binocular Telescope.